# هرمان د کرو
هرمان د کرو (انگلیسی: Herman De Croo؛ زادهٔ ۱۲ اوت ۱۹۳۷) سیاست‌مدار اهل بلژیک است.
وی همچنین برندهٔ جوایزی همچون برنامه فولبرایت شده‌است.